# Ikoma (město)
Ikoma (japonsky 生駒市) je město v prefektuře Nara v Japonsku. K roku 2018 v něm žilo přes 117 tisíc obyvatel.

## Poloha
Ikoma leží v jihozápadní části hlavního japonského ostrova Honšú na východním úpatí hory Ikomy, nejvyšší hory v okolí. Z hlediska správního členění leží v severozápadním rohu narské prefektury — na západě a severozápadě hraničí přes hřeben Ikomy s prefekturou Ósaka a na severovýchodě s prefekturou Kjóto. Je třetím nejlidnatějším městem v prefektuře Nara, lidnatější je pouze samotné město Nara, s kterým sousedí na východě, a Kašihara ležící jižněji u středu prefektury.

## Dějiny
V období Muromači zde sídlil klan Ikoma.
Současný status města získala Ikoma 1. listopadu 1971.